# La Corona
La Corona är en ort i Mexiko.   Den ligger i kommunen Huitiupán och delstaten Chiapas, i den sydöstra delen av landet, 700 km öster om huvudstaden Mexico City. La Corona ligger 858 meter över havet och antalet invånare är 168.
Terrängen runt La Corona är kuperad åt sydväst, men åt nordost är den bergig. Runt La Corona är det ganska tätbefolkat, med 70 invånare per kvadratkilometer. Närmaste större samhälle är Simojovel de Allende, 12,6 km söder om La Corona. I omgivningarna runt La Corona växer i huvudsak städsegrön lövskog.